# Giovanni Crosetto
Giovanni Crosetto (ur. 12 sierpnia 1990 w Savigliano) – włoski polityk i samorządowiec, poseł do Parlamentu Europejskiego X kadencji.

## Życiorys
Krewny polityka Guida Crosetto. Ukończył studia na wydziale ekonomicznym Uniwersytetu Turyńskiego, po czym pracował jako doradca biznesowy. Zaangażował się w działalność polityczną w ramach ugrupowania Bracia Włosi. W 2021 został wybrany do rady miejskiej Turynu. Objął funkcję przewodniczącego frakcji radnych swojej partii. W wyborach w 2024 uzyskał mandat posła do Parlamentu Europejskiego X kadencji.